# Campeonato Africano de Atletismo de 2016 - 400 m com barreiras feminino
A prova dos 400 metros com barreiras feminino do Campeonato Africano de Atletismo de 2016 foi disputada entre os dias 25 e 26 de junho no Kings Park Stadium  em Durban,  na África do Sul. Participaram da prova 11 atletas sendo que 10 concluíram a prova na fase inicial. 

## Recordes
Antes desta competição, os recordes mundiais e do campeonato nesta prova eram os seguintes:
|                       | Nome              | Nacionalidade | Tempo  | Local   | Data                 |
| --------------------- | ----------------- | ------------- | ------ | ------- | -------------------- |
| Recorde mundial       | Yuliya Pechonkina | Rússia        | 52s 34 | Tula    | 8 de agosto de 2003  |
| Recorde do campeonato | Nezha Bidouane    | Marrocos      | 54s 24 | Dakar   | 22 de agosto de 1998 |
| Recorde africano      | Nezha Bidouane    | Marrocos      | 52s 90 | Sevilha | 25 de agosto de 1999 |

## Medalhistas
| Ouro            | Prata                 | Bronze               |
| Wenda Nel (RSA) | Maureen Jelagat (KEN) | Tameka Jameson (NGR) |

## Cronograma
Todos os horários são locais (UTC+2). 
| Data        | Hora  | Evento  |
| ----------- | ----- | ------- |
| 25 de junho | 16:50 | Bateria |
| 26 de junho | 17:20 | Final   |

## Resultados

### Bateria
Qualificação: 3 atletas de cada bateria (Q) mais os 2 melhores qualificados (q).
| Posição | Bateria | Atleta                  | Nacionalidade | Tempo   | Notas |
| ------- | ------- | ----------------------- | ------------- | ------- | ----- |
| 1       | 1       | Wenda Nel               | África do Sul | 55.33   | Q     |
| 2       | 2       | Maureen Jelagat         | Quênia        | 57.63   | Q     |
| 3       | 2       | Tameka Jameson          | Nigéria       | 58.17   | Q     |
| 4       | 2       | Gezelle Magerman        | África do Sul | 58.50   | Q     |
| 5       | 1       | Aisha Naibe Wey         | Serra Leoa    | 58.55   | Q     |
| 6       | 2       | Jean-Marie Senekal      | África do Sul | 58.59   | q     |
| 7       | 1       | Jane Chege              | Quênia        | 59.44   | Q     |
| 8       | 1       | Tasabih Mohamed El Said | Sudão         | 59.55   | q     |
| 9       | 1       | Audrey Nkamsao          | Camarões      | 59.70   |       |
| 10      | 2       | Safa Abdelkarim         | Sudão         | 1:02.03 |       |
| 11      | 2       | Tigist Kebede           | Etiópia       | DNS     |       |

### Final
| Posição           | Raia | Atleta                  | Nacionalidade | Tempo | Notas |
| ----------------- | ---- | ----------------------- | ------------- | ----- | ----- |
| Medalha de ouro   | 5    | Wenda Nel               | África do Sul | 54.86 |       |
| Medalha de prata  | 4    | Maureen Jelagat         | Quênia        | 56.12 |       |
| Medalha de bronze | 6    | Tameka Jameson          | Nigéria       | 57.17 |       |
| 4                 | 2    | Jean-Marie Senekal      | África do Sul | 57.85 |       |
| 5                 | 8    | Jane Chege              | Quênia        | 58.60 |       |
| 6                 | 7    | Gezelle Magerman        | África do Sul | 59.08 |       |
| 7                 | 3    | Aisha Naibe Wey         | Serra Leoa    | 59.19 |       |
| 8                 | 1    | Tasabih Mohamed El Said | Sudão         | 59.78 |       |

Legenda
| Recorde mundial       | Recorde mundial (World record)               |                       | Recorde africano                      | Recorde africano (African) |                                           | Q | Classificado por posição (Qualified) |
| Recorde do campeonato | Recorde do campeonato (Championship record)  | Recorde da América    | Recorde da América (Americas)         | q                          | Classificado por melhor tempo (Qualified) |   |                                      |
| Melhor marca do ano   | Melhor marca do ano (World leading)          | Recorde asiático      | Recorde asiático (Asian)              | DNS                        | Não largou (Did not start)                |   |                                      |
| Recorde nacional      | Recorde nacional (National record)           | Recorde europeu       | Recorde europeu (European)            | DNF                        | Não terminou (Did not finish)             |   |                                      |
| Recorde pessoal       | Recorde pessoal do atleta (Personal best)    | Recorde da Oceania    | Recorde da Oceania (Oceania)          | DSQ / DQ                   | Desclassificado (Disqualified)            |   |                                      |
| Recorde da temporada  | Recorde da temporada do atleta (Season best) | Recorde sul-americano | Recorde sul-americano (South America) | NM                         | Sem marca (No mark)                       |   |                                      |